# Монтеодоризьо
Монтеодоризьо (итал. Monteodorisio) — коммуна в Италии, расположена в регионе Абруццо, подчиняется административному центру Кьети.
Население составляет 2396 человек, плотность населения составляет 96 чел./км². Занимает площадь 25 км². Почтовый индекс — 66050. Телефонный код — 0873.
Покровителем коммуны почитается святой Марцеллин (San Marcellino), празднование во второе воскресение мая.